# ويليام جي. وين
ويليام جي. وين هو سياسي أمريكي، ولد في 12 يونيو 1860 في سان فرانسيسكو في الولايات المتحدة، وتوفي بنفس المكان في 4 يناير 1935. نشط حزبياً في الحزب الديمقراطي. وقد انتخب عضو مجلس النواب الأمريكي ‏.